# Myersiohyla
Myersiohyla – rodzaj płazów bezogonowych z podrodziny Hylinae w obrębie rodziny rzekotkowatych (Hylidae).

## Zasięg występowania
Rodzaj obejmuje gatunki zamieszkujące stoliwa w Gujanie i Wenezueli.

## Systematyka

### Etymologia
Myersiohyla: Charles William Myers (ur. 1936), amerykański herpetolog; rodzaj Hyla Laurenti, 1768.

### Podział systematyczny
Do rodzaju należą następujące gatunki:
- Myersiohyla aromatica (Ayarzagüena & Señaris, 1994)
- Myersiohyla chamaeleo[4] Faivovich, McDiarmid & Myers, 2013
- Myersiohyla inparquesi (Ayarzagüena & Señaris, 1994)
- Myersiohyla liliae[5] (Kok, 2006)
- Myersiohyla loveridgei (Rivero, 1961)
- Myersiohyla neblinaria[6] Faivovich, McDiarmid & Myers, 2013